# Porterville (Sudafrica)
Porterville è una cittadina sudafricana situata nella municipalità distrettuale di West Coast nella provincia del Capo Occidentale.

## Geografia fisica
Il piccolo centro sorge ai piedi dei monti del fiume Hex a circa 27 chilometri a sud-est di Piketberg e a circa 155 chilometri a nord-est di Città del Capo.